# Saison 2017 de l'équipe cycliste Direct Énergie
La saison 2017 de l'équipe cycliste Direct Énergie est la dix-huitième de cette équipe.

## Préparation de la saison 2017

### Sponsors et financement de l'équipe
Le principal sponsor de l'équipe est Direct Énergie. Le conseil départemental de la Vendée continue à soutenir l'équipe, ainsi que Harmonie mutuelle et Akéna Vérandas.

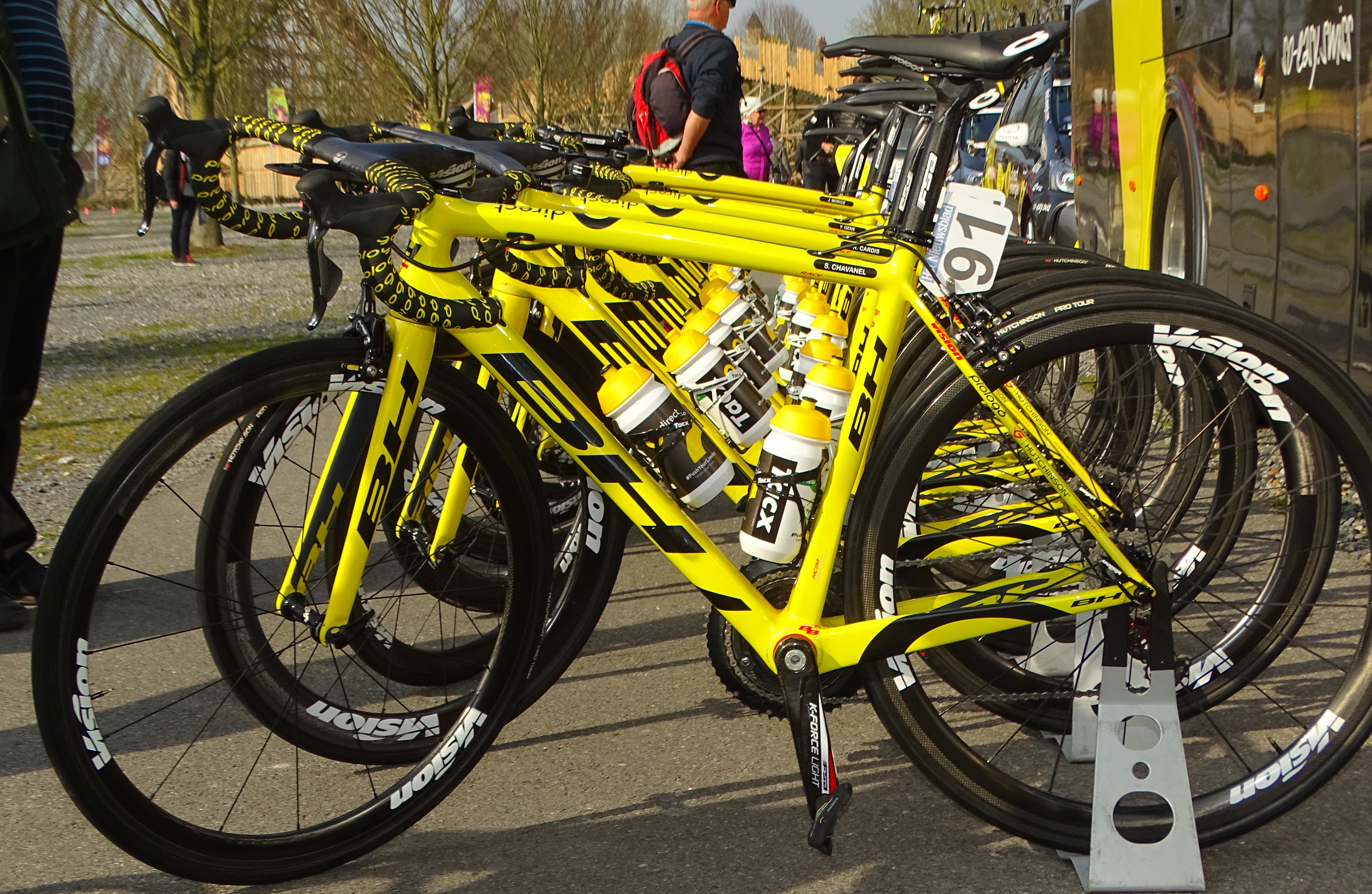
Vélos de l'équipe lors des Trois Jours de La Panne.
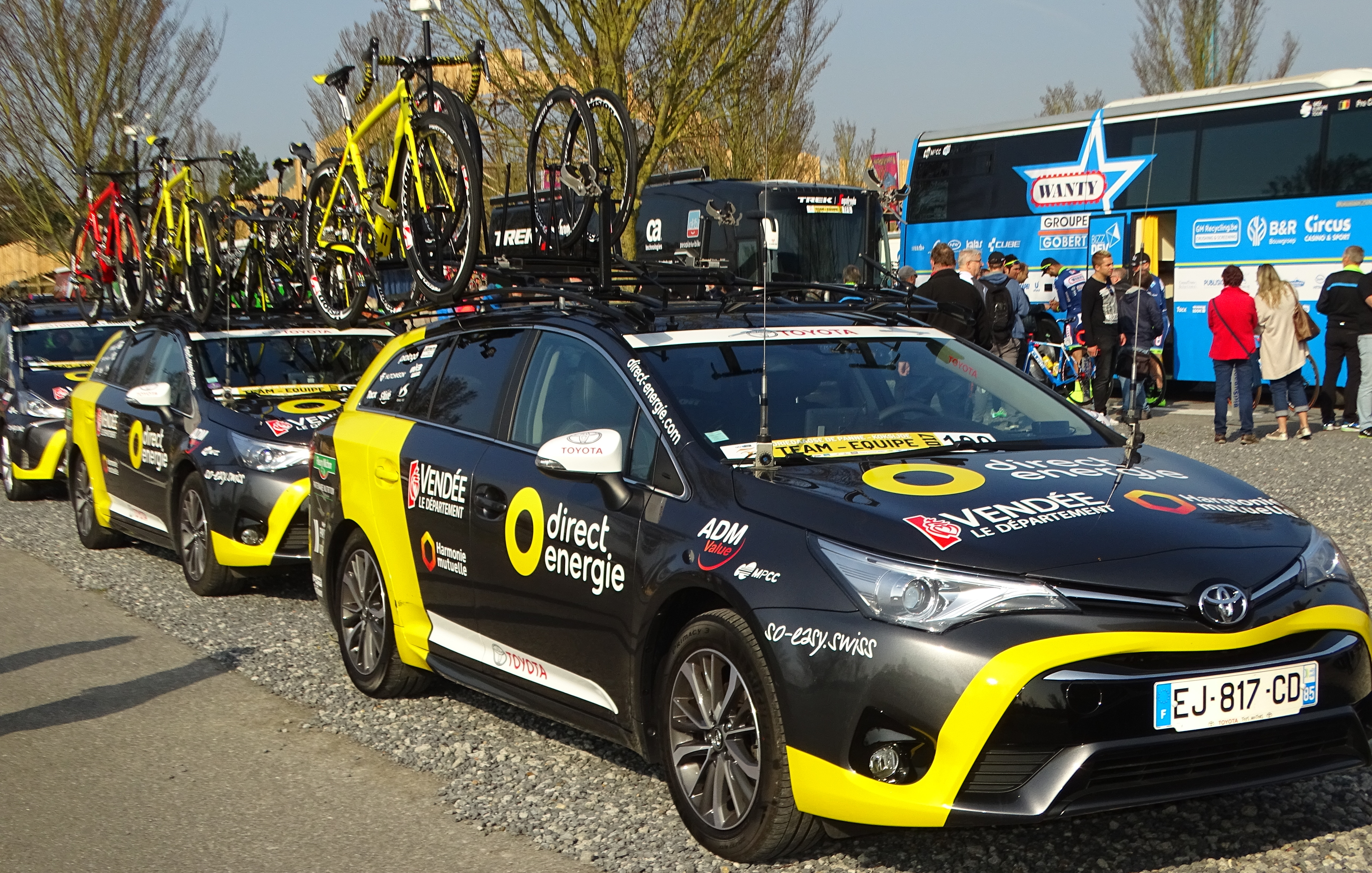
Véhicules de l'équipe lors des Trois Jours de La Panne.
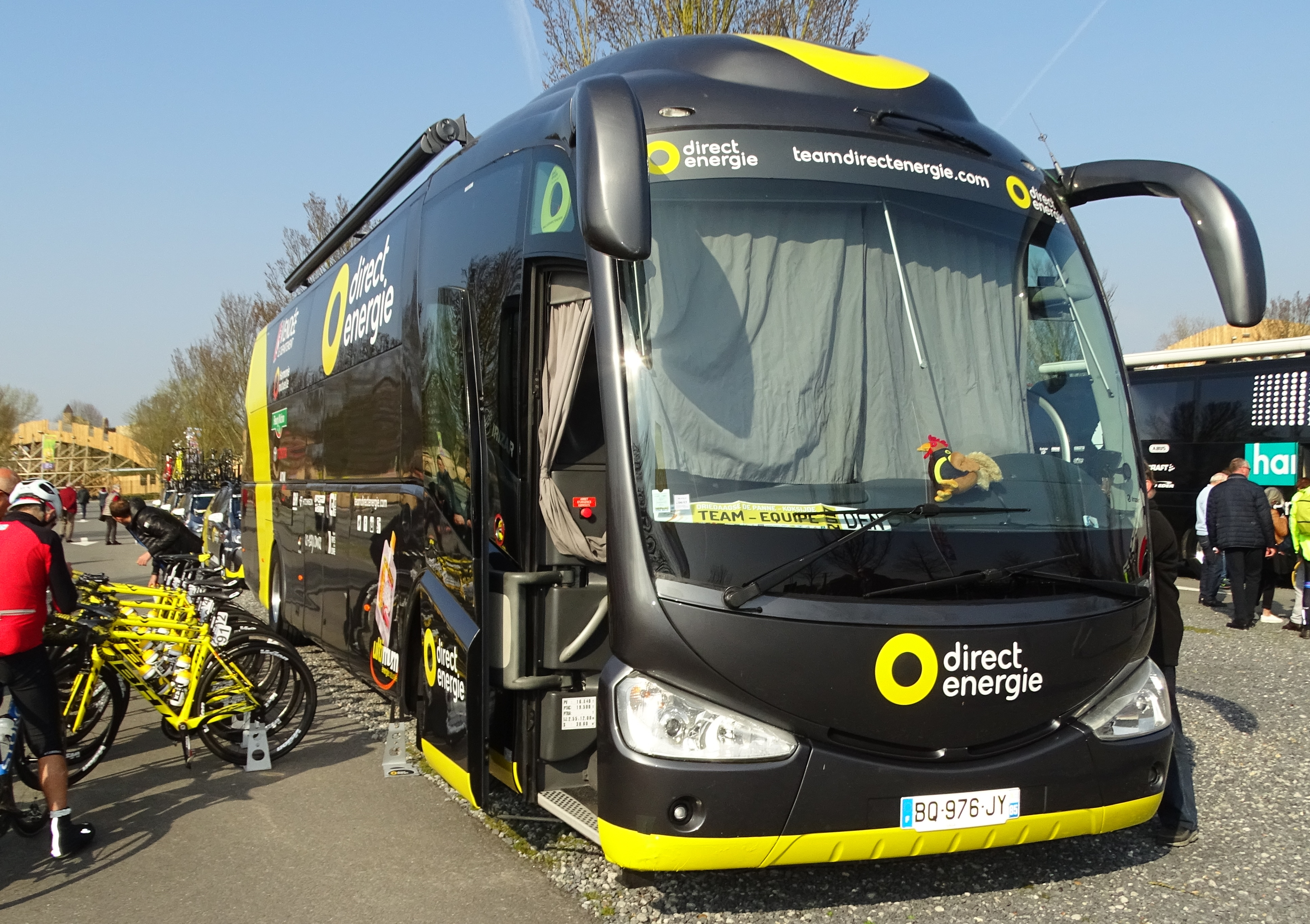
Bus de l'équipe lors des Trois Jours de La Panne.

### Arrivées et départs
| Arrivées        | Équipe 2016            |
| --------------- | ---------------------- |
| Jonathan Hivert | Fortuneo-Vital Concept |
| Paul Ourselin   | Vendée U               |

| Départs            | Équipe 2017        |
| ------------------ | ------------------ |
| Guillaume Thévenot | CC Nogent-sur-Oise |

## Déroulement de la saison
Direct Énergie commence sa saison fin-janvier, au Grand Prix d'ouverture La Marseillaise, dont Lilian Calmejane prend la troisième place.
L'équipe est ensuite présente simultanément sur deux terrains durant la première semaine de février. Lilian Calmejane lui apporte sa première victoire de l'année lors de la troisième étape de l'Étoile de Bessèges. S'imposant en solitaire avec sept secondes d'avance, il prend la tête du classement général. Deuxième de la dernière étape, un contre-la-montre remporté par Tony Gallopin, il remporte cette Étoile de Bessèges. Sylvain Chavanel est cinquième. Un deuxième groupe de coureurs dispute le Tour de la Communauté valencienne, dont Bryan Coquard remporte la dernière étape au sprint.

## Coureurs et encadrement technique

### Effectif

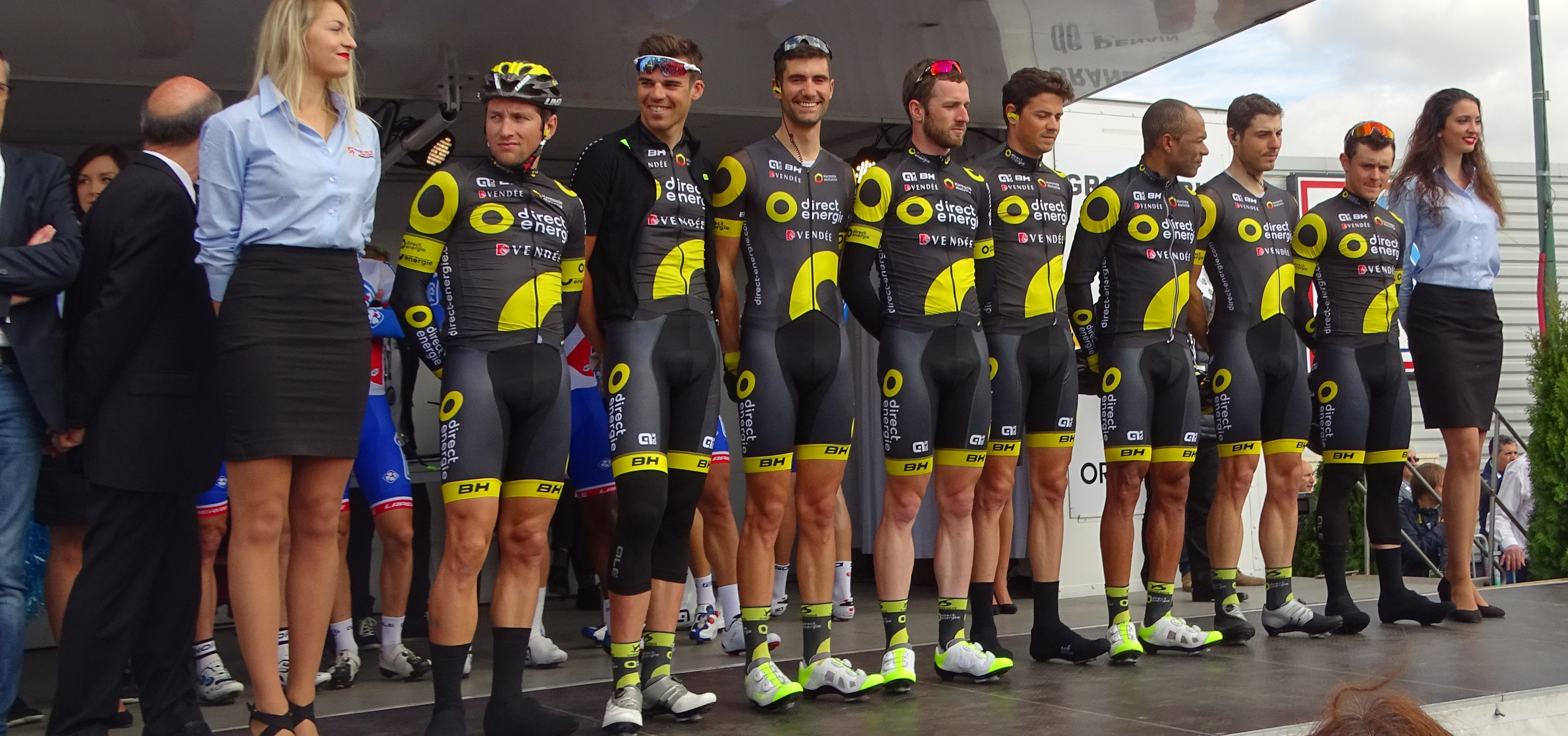
L'équipe Direct Énergie lors du Grand Prix de Denain.

Pour la saison 2017, l'effectif est très proche de celui de 2016. On notera le départ de Guillaume Thévenot vers le CC Nogent-sur-Oise et l'arrivée de Jonathan Hivert (Fortuneo-Vital Concept) et Paul Ourselin (Vendée U).
| Effectif 2017                                  | Effectif 2017     | Effectif 2017 | Effectif 2017                         |
| Cycliste                                       | Date de naissance | Pays          | Équipe précédente                     |
| ---------------------------------------------- | ----------------- | ------------- | ------------------------------------- |
| Ryan Anderson                                  | 22 juillet 1987   | Canada        | Optum-Kelly Benefit Strategies (2015) |
| Thomas Boudat                                  | 24 février 1994   | France        | Vendée U (2014)                       |
| Lilian Calmejane                               | 6 décembre 1992   | France        | Vendée U (2015)                       |
| Romain Cardis                                  | 12 août 1992      | France        | Vendée U (2015)                       |
| Sylvain Chavanel                               | 30 juin 1979      | France        | IAM Cycling (2015)                    |
| Bryan Coquard                                  | 25 avril 1992     | France        | Vendée U (2012)                       |
| Jérémy Cornu                                   | 7 août 1991       | France        | Vendée U (2015)                       |
| Antoine Duchesne                               | 12 septembre 1991 | Canada        | Bontrager (2013)                      |
| Yohann Gène                                    | 25 juin 1981      | France        | Vendée U-Pays de la Loire (2004)      |
| Fabien Grellier                                | 31 octobre 1994   | France        | Vendée U (2015)                       |
| Romain Guillemois                              | 28 mars 1991      | France        | Vendée U (2013)                       |
| Jonathan Hivert                                | 23 mars 1985      | France        | Fortuneo-Vital Concept (2016)         |
| Tony Hurel                                     | 1 novembre 1987   | France        | Vendée U (2010)                       |
| Fabrice Jeandesboz                             | 4 décembre 1984   | France        | Sojasun (2013)                        |
| Julien Morice                                  | 20 juillet 1991   | France        | Vendée U (2014)                       |
| Bryan Nauleau                                  | 13 mars 1988      | France        | Vendée U (2013)                       |
| Paul Ourselin                                  | 13 avril 1994     | France        | Vendée U Pays de la Loire (2016)      |
| Adrien Petit                                   | 26 septembre 1990 | France        | Cofidis, Solutions Crédits (2015)     |
| Alexandre Pichot                               | 6 janvier 1983    | France        | Vendée U-Pays de la Loire (2005)      |
| Perrig Quéméneur                               | 26 avril 1984     | France        | Vendée U (2007)                       |
| Romain Sicard                                  | 1 janvier 1988    | France        | Euskaltel Euskadi (2013)              |
| Angélo Tulik                                   | 2 décembre 1990   | France        | Vendée U (2011)                       |
| Thomas Voeckler (1 janv.–23 juill., note)      | 22 juin 1979      | France        | Vendée U-Pays de la Loire (2000)      |
| Mathieu Burgaudeau (1 août–31 déc., stagiaire) | 17 novembre 1998  | France        |                                       |
| Florian Maitre (1 août–31 déc., stagiaire)     | 3 septembre 1996  | France        | Direct Énergie (2017)                 |
| Clément Orceau (28 juill.–, stagiaire)         | 1 juillet 1995    | France        | UC Nantes Atlantique (2015)           |
|                                                |                   |               |                                       |
| Sources : ProCyclingStats Cycling Quotient     |                   |               |                                       |

note: Thomas Voeckler, retraite sportive

### Encadrement
Le sponsor principal visible sur les maillots lors des courses se déroulant en Belgique durant cette saison est Poweo.

## Bilan de la saison

### Victoires

#### Sur route
| Victoires | Victoires                                                   | Victoires | Victoires | Victoires        | Victoires |
| Date      | Course                                                      | Pays      | Classe    | Vainqueur        |           |
| --------- | ----------------------------------------------------------- | --------- | --------- | ---------------- | --------- |
| 3 fév.    | 3e étape de l'Étoile de Bessèges                            | France    | 2.1       | Lilian Calmejane |           |
| 5 fév.    | Classement général, Étoile de Bessèges                      | France    | 2.1       | Lilian Calmejane |           |
| 5 fév.    | 5e étape du Tour de la Communauté valencienne               | Espagne   | 2.1       | Bryan Coquard    |           |
| 18 fév.   | 4e étape du Tour d'Andalousie                               | Espagne   | 2.HC      | Bryan Coquard    |           |
| 28 fév.   | 2e étape de La Tropicale Amissa Bongo                       | Gabon     | 2.1       | Tony Hurel       |           |
| 3 mars    | 5e étape de La Tropicale Amissa Bongo                       | Gabon     | 2.1       | Yohann Gène      |           |
| 5 mars    | Classement général, La Tropicale Amissa Bongo               | Gabon     | 2.1       | Yohann Gène      |           |
| 5 mars    | Grand Prix de Lillers-Souvenir Bruno Comini                 | France    | 1.2       | Thomas Boudat    |           |
| 25 mars   | 3e étape de la Semaine internationale Coppi et Bartali      | Italie    | 2.1       | Thomas Boudat    |           |
| 26 mars   | 4e étape de la Semaine internationale Coppi et Bartali      | Italie    | 2.1       | Lilian Calmejane |           |
| 26 mars   | Classement général, Semaine internationale Coppi et Bartali | Italie    | 2.1       | Lilian Calmejane |           |
| 5 avr.    | 2e étape du Circuit de la Sarthe - Pays de la Loire         | France    | 2.1       | Bryan Coquard    |           |
| 6 avr.    | 4e étape du Circuit de la Sarthe - Pays de la Loire         | France    | 2.1       | Lilian Calmejane |           |
| 7 avr.    | 5e étape du Circuit de la Sarthe - Pays de la Loire         | France    | 2.1       | Bryan Coquard    |           |
| 7 avr.    | Classement général, Circuit de la Sarthe - Pays de la Loire | France    | 2.1       | Lilian Calmejane |           |
| 3 mai     | 1re étape, Rhône-Alpes Isère Tour                           | France    | 2.2       | Jérémy Cornu     |           |
| 12 mai    | 4e étape des Quatre Jours de Dunkerque                      | France    | 2.HC      | Sylvain Chavanel |           |
| 14 mai    | 6e étape des Quatre Jours de Dunkerque                      | France    | 2.HC      | Adrien Petit     |           |
| 20 mai    | 2e étape du Tour de Castille-et-León                        | Espagne   | 2.1       | Jonathan Hivert  |           |
| 21 mai    | Grand Prix de la Somme                                      | France    | 1.1       | Adrien Petit     |           |
| 21 mai    | Classement général, Tour de Castille-et-León                | Espagne   | 2.1       | Jonathan Hivert  |           |
| 24 mai    | 1re étape du Tour de Belgique                               | Belgique  | 2.HC      | Bryan Coquard    |           |
| 8 juill.  | 8e étape du Tour de France                                  | France    | 2.UWT     | Lilian Calmejane |           |

#### Sur piste
| Date    | Course                                | Pays   | Classe | Vainqueur                       |
| ------- | ------------------------------------- | ------ | ------ | ------------------------------- |
| 17 août | Championnat de France de l'américaine | France | CN     | Thomas Boudat- Sylvain Chavanel |
| 18 août | Championnat de France du scratch      | France | CN     | Thomas Boudat                   |

### Résultats sur les courses majeures
Les tableaux suivants représentent les résultats de l'équipe dans les principales courses du calendrier international dans lesquelles l'équipe bénéficie d'une invitation (les cinq classiques majeures et les trois grands tours). Pour chaque épreuve est indiqué le meilleur coureur de l'équipe, son classement ainsi que les accessits glanés par Direct Énergie sur les courses de trois semaines.

#### Classiques
| Classique            | Milan-San Remo | Tour des Flandres     | Paris-Roubaix     | Liège-Bastogne-Liège   | Tour de Lombardie   |
| -------------------- | -------------- | --------------------- | ----------------- | ---------------------- | ------------------- |
| Coureur (classement) | Non invitée    | Sylvain Chavanel (9e) | Adrien Petit (9e) | Lilian Calmejane (56e) | Romain Sicard (45e) |

#### Grands tours
| Grand tour           | Tour d'Italie | Tour de France                        | Tour d'Espagne |
| -------------------- | ------------- | ------------------------------------- | -------------- |
| Coureur (classement) | Non invitée   | Sylvain Chavanel (25e)                | Non invitée    |
| Accessits            | -             | 1 victoire d'étape (Lilian Calmejane) | -              |